# Yasunari Kawabata
Yasunari Kawabata (川端 康成 Kawabata Yasunari; n. 11 iunie 1899, Osaka, Imperiul Japonez – d. 16 aprilie 1972, Zushi, Kanagawa, Prefectura Kanagawa, Japonia) a fost un prozator japonez a cărui operă, scrisă într-un stil plin de lirism și subtilitate, i-a adus premiul Nobel pentru literatură în 1968. A fost primul japonez și al treilea asiatic (după Rabindranath Tagore și Șemuel Iosef Agnon), care a câștigat acest premiu.
Scrierile lui Kawabata conțin un spațiu epic gol, non-acțiune și o reducere extremă a problematicii la câteva date, favorizând deplasarea centrului de greutate spre episod și detaliu. Kawabata povestește pe o linie unică, pe un singur plan, în care evenimentele sunt nivelate sub raport valoric, iar un conflict propriu-zis nu se constituie. Elementul-cheie, momentul-surpriză lipsesc, deși o tensiune difuz răspândită în text pare să le cheme.
Yasunari Kawabata a fost fiul unui medic. Deoarece a rămas orfan la vârsta de patru ani, a fost crescut de bunici, dar a fost separat de singura lui soră (care a fost trimisă la o mătușă). Evenimentele tragice din copilăria lui Kawabata continuă prin moartea bunicii, iar mai apoi, a surorii (când Yasunari avea 11 ani). Îngrijit de bunicul său, bolnav și bătrân (care va muri când Yasunari avea 15 ani), perioada adolescenței îi va fi marcată de starea de solitudine și suferință fizică, combinată cu iminența morții, care îi va contura viziunea asupra vieții și a creației. Kawabata a fost ispitit să devină pictor, dar chemarea pentru literatură s-a dovedit mai puternică, lunga agonie și moartea bătrânului fiind descrise în operele sale de mai târziu.

## Motivația Juriului Nobel
"... pentru măiestria lui literară, care înfățișează cu mare sensibilitate esența spiritului japonez".

## Detalii biografice

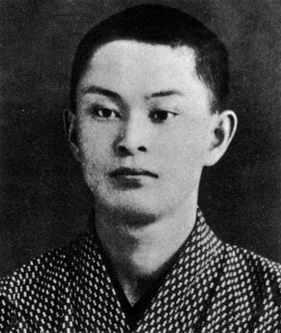
Kawabata în 1917

Kawabata s-a născut în Osaka, Japonia la 11 iunie 1899, fiind fiul medicului Eikichi Kawabata. Yasunari a rămas orfan la patru ani, după care a trăit cu bunicii săi. Avea și o soră mai mare pe care o văzuse doar o dată la vârsta de 10 ani (iulie 1909), care a fost dată în grija unei mătuși. Această soră a decedat la 11 ani. Bunica lui Kawabata a murit când acesta avea șapte ani (septembrie 1906), și bunicul său când avea cincisprezece ani (mai 1914).
După ce și-a pierdut toate rudele apropiate, Kawabata s-a mutat cu familia mamei sale (familia Kuroda). Totuși, în ianuarie 1916, s-a mutat într-un cămin apropiat de liceul său. În multe dintre operele scriitorului distanțarea din viața sa este reprezentată.
După ce a absolvit liceul de juniori în martie 1917, cu puțin timp înainte de a împlini 18 ani, viitorul scriitor s-a mutat în Tokyo, sperând să treacă de examenele Școlii superioare Dai-ichi Koto-gakko, condusă de Universitatea Imperială din Tokyo. În același an, el a trecut examenul și a intrat la facultate ca un major de limbă engleză (iulie 1920).

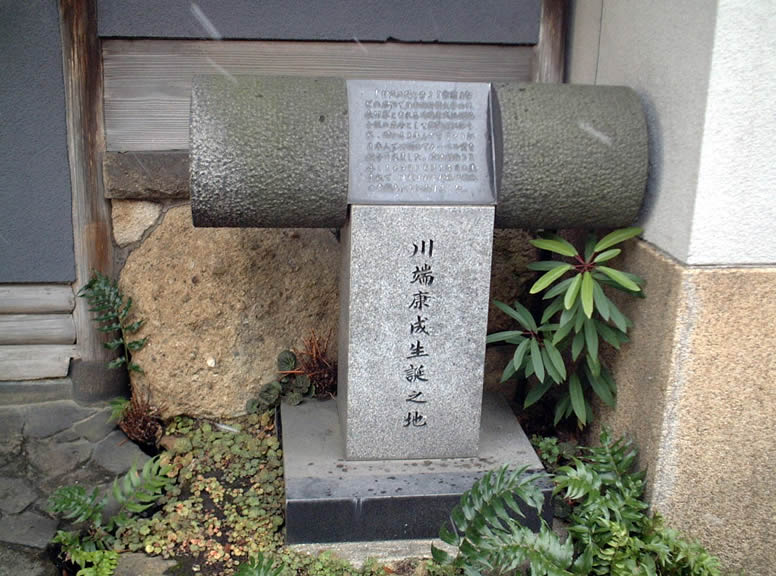
Monument dedicat locului de naștere al lui Kawabata.

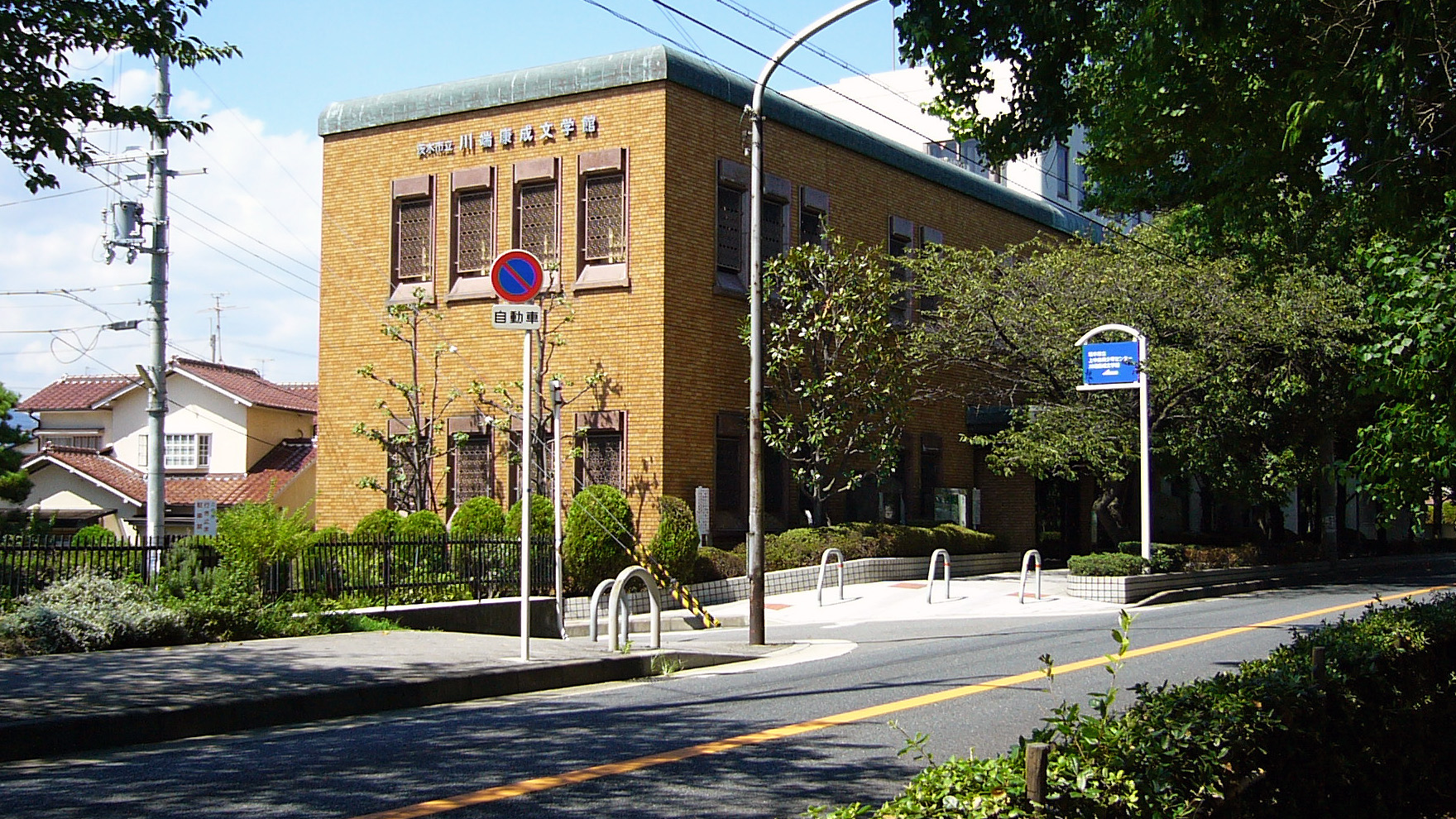
Muzeul Kawabata Yasunari

Pe lânga activitatea de scriitor, a fost de asemenea reporter la Mainichi Shinbun din Osaka și Tokio. Deși a fost destul de rezervat în privința fervorii militariste ce a cuprins Japonia în timpul celui de-al Doilea Război Mondial, s-a implicat destul de puțin și în efortul de reconstrucție al țării de după război, fiind puțin atras de politică. Războiul a avut însă o mare influență asupra sa, egalată poate doar de episodul morții celor dragi din copilărie, iar la încheierea lui a declarat că de atunci înainte nu va putea scrie decât elegii.
Kawabata s-a sinucis în anul 1972 otrăvindu-se cu gaz, dar mai mulți cunoscuți, printre care și văduva scriitorului, consideră că moartea lui a fost accidentală. O teorie, avansată de Donald Richie, spune că, din greșeală, Kawabata a deconectat robinetul de gaz în timp ce își pregătea o baie.
Au fost emise mai multe teorii, că ar fi fost bolnav (s-a descoperit că avea Boala Parkinson), o legătură amoroasă ilicită, sau că gestul ar fi fost cauzat de sinuciderea bunului său prieten Yukio Mishima în 1970. Totuși, Kawabata nu a lăsat nici o explicație scrisă, iar motivele gestului său rămân încă un mister.

## Opera

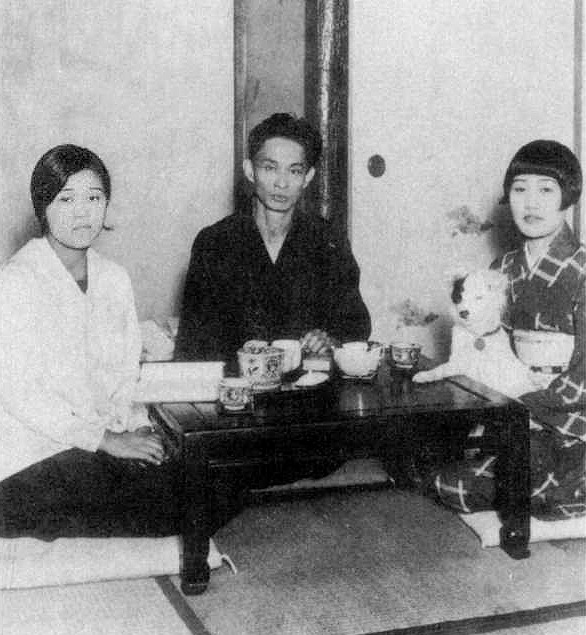
Kawabata cu soția sa Hideko (秀子) în stânga sa și cu sora ei Kimiko (君子) în dreapta sa (1930).

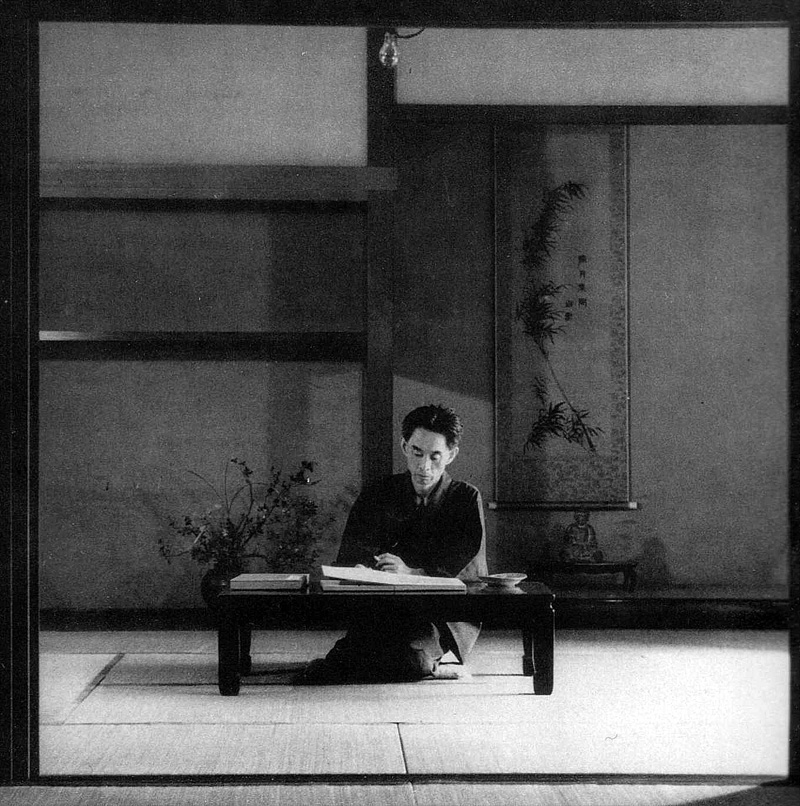
Kawabata scriind în casa sa din Nagatani din Kamakura (1946)

În opinia Stancăi Cionca, utilizarea termenului de roman pentru proza lui Kawabata este discutabilă, în special pentru scrieri ca Dansatoarea din Izu sau Țara zăpezilor. Nici dimensiunile, nici desfășurarea epică (plată, lineară, simplă, curgând parcă la întâmplare, fară a urma traseul care să conducă conflictul către un punct culminant și un deznodământ) nu permit o astfel de clasificare. Atât ca structură narativă, cât și ca perspectivă asupra vieții și artei, prozele lui Kawabata sunt, în structura lor profundă, mai aproape de vechile jurnale (日記 nikki) și culegeri de povestiri (物語 monogatari) din perioada Heian. Reducând datele narațiunii și eliberând-o de anecdotic, Kawabata creează în spațiul povestirii un vid epic, al cărui singur rol este de a potența tensiunea și puritatea trăirii concrete imediate, care constituie substanța reală a cărților sale, în tradiția cultului peren al literaturii japoneze pentru momentul suveran și revelator, ridicat la rang primordial chiar și în economia prozelor lungi. Așadar, atipice ca romane și inclasabile în termenii speciilor narative clasice (roman, nuvelă, schiță), prozele lui Kawabata sunt mai exact acoperite de termenul „povestire“.
Kawabata a sperat, în copilărie, să devină pictor, dar primele sale povestiri au apărut încă în timpul liceului, și s-a hotărit să devină scriitor. În perioada studenției alături de Yokomitsu Riichi a fondat Bungei Jidai (Epoca artistică), o revistă literară de orientare neo-impresionistă.
Recunoașterea sa publică a fost extrem de timpurie, datorată unui număr de scurte povestiri care l-au adus în centrul atenției, dar Dansatoarea din Izu (o poveste care explora erotismul dragostei tinere) în 1926 l-a făcut celebru.
Primul său roman, Țara zăpezilor, a fost început în 1934, și a fost publicat din 1935 până în 1937 în numerele revistei Bungei shunju, pentru ca 10 ani mai târziu să i se adauge un ultim capitol în ediția definitivă din 1948. Țara zăpezilor conține, de fapt, povestea de dragoste dintre un turist ocazional din Tokio și o geishă provincială dintr-o stațiune cu izvoare termale, undeva, în Alpii Japonezi. Imediat dupa publicarea romanului Kawabata Yasunari a devenit unul dintre cei mai faimoși prozatori japonezi, un clasic în viață, iar romanul a fost caracterizat de Edward G. Seidensticker drept "poate capodopera lui Kawabata ".
După încheierea celui de-al Doilea Război Mondial, succesul lui a continuat cu romane cum ar fi: O mie de cocori (o poveste de  dragoste nefericită), Vuietul muntelui, Frumoasele adormite, Frumusețe și întristare (de asemenea un roman cu final trist) și Vechiul oraș imperial.
Cartea pe care a prețuit-o cel mai mult a fost Maestrul de go (1951), care diferă foarte mult de celelalte romane. E o relatare pe jumatate fictivă a unui meci foarte important de go la care a asistat trimis fiind de ziarul Mainichi, pentru cititorii căruia a relatat meciul. Era ultima partidă din cariera marelui maestru Shūsai, partidă pe care a pierdut-o în fața unui rival mai tânăr, ca să moară apoi peste încă un an. Romanul este de fapt o alegorie, destul de transparentă, a înfrângerii suferite de Japonia în timpul celui de-al Doilea Război Mondial.
Kawabata Yasunari a deținut funcția de președinte al P.E.N. clubului japonez și în această calitate a fost un veritabil ambasador și purtător de drapel al literaturii japoneze în spațiul vestic și al culturilor anglofone.
În 1968 Kawabata a devenit primul japonez care a primit Premiul Nobel pentru Literatură "pentru măiestria lui literară, care exprimă cu mare sensibilitate esența spiritului japonez." La decernarea premiului, Juriul Nobel a citat trei dintre romanele scriitorului, Țara zăpezilor, O mie de cocori, și Vechiul oraș imperial.

## Opere selectate

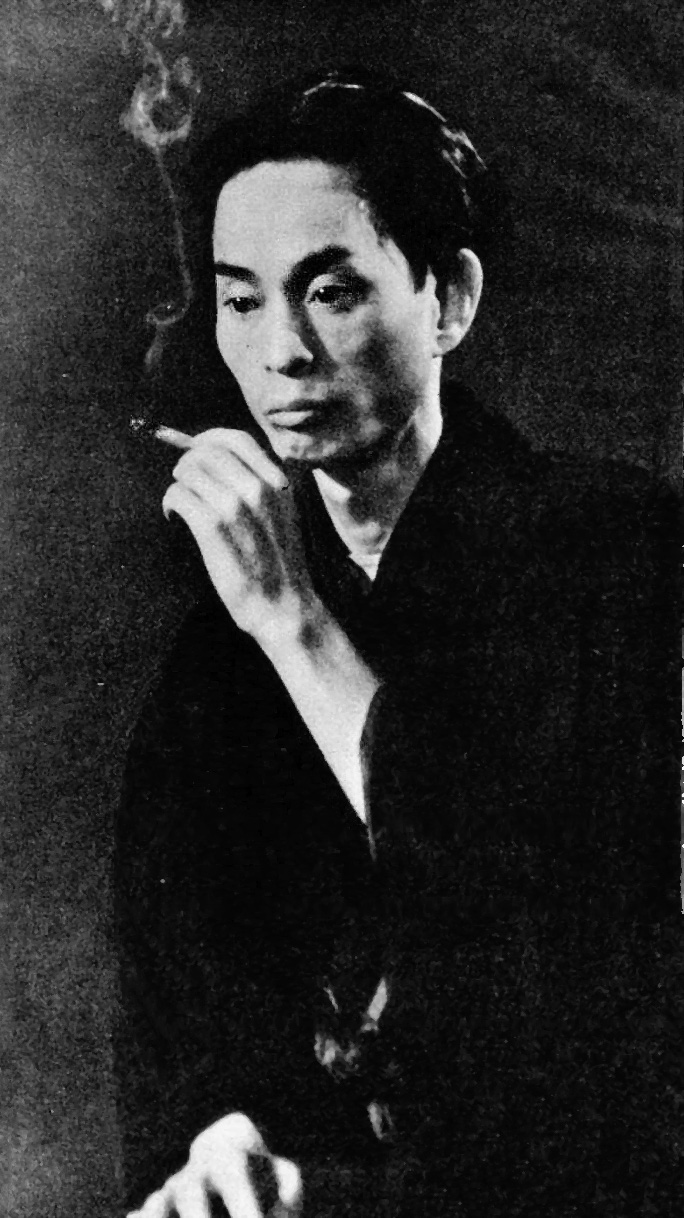
Kawabata circa 1932

| An              | Titlu în japoneză                            | Titlu(ri) în română                                                                    |
| 1926            | 伊豆の踊子 Izu no Odoriko                    | Dansatoarea din Izu                                                                    |
| 1930            | 浅草紅團 Asakusa Kurenaidan                  | Banda roșie din Asakusa                                                                |
| 1935–1937, 1947 | 雪國 Yukiguni                                | Țara zăpezilor                                                                         |
| 1951–1954       | 名人 Meijin                                  | Maestrul de go                                                                         |
| 1949–1952       | 千羽鶴 Senbazuru                             | O mie de cocori sau Stol de păsări albe                                                |
| 1949–1954       | 山の音 Yama no Oto                           | Sunetul muntelui sau Vuietul muntelui                                                  |
| 1954            | みづうみ（みずうみ） Mizuumi                 | Lacul                                                                                  |
| 1961            | 眠れる美女 Nemureru Bijo                     | Frumoasele adormite                                                                    |
| 1962            | 古都 Koto                                    | Vechiul oraș imperial sau Kyoto sau Tinerii îndrăgostiți din străvechiul oraș imperial |
| 1964            | 美しさと哀しみと Utsukushisa to Kanashimi to | Frumusețe și întristare                                                                |
| 1964            | 片腕 Kataude                                 | Brațul                                                                                 |
|                 | 掌の小説 Tenohira no Shōsetsu                | Povestirile palmei deschise                                                            |

## Opere traduse în limba română
- 千羽鶴 Senbazuru, 1949-51 Stol de păsări albe (traducere de Pericle Martinescu, în volumul Stol de păsări albe. Vuietul muntelui, Editura Minerva, 1973, 447 p).[19]
- O mie de cocori (traducere de Pericle Martinescu, Editura Humanitas, București, 2004, ediția a doua)
- O mie de cocori (traducere din limba japoneză de George Șipoș, Editura Humanitas, București, 2010)
- 雪国 Yukiguni, 1935-1937, 1947 Țara zăpezilor (traducere și prefață de Stanca Cionca, Editura Grai și Suflet - Cultura națională, București, 1995)
- 山の音 Yama no oto, 1949-54 Vuietul muntelui (traducere de Pericle Martinescu, Editura Humanitas, București, 2004)[19]
- Sunetul muntelui (traducere din limba japoneză de George Șipoș, Editura Humanitas, București, 2010)
- 古都 Koto, 1962 Kyoto sau Tinerii îndrăgostiți din străvechiul oraș imperial  (traducere de Vasile Spoială, Editura Grai și Suflet - Cultura națională, București, 1995)
- 美しさと哀しみと Utsukushisa to kanashimi to, 1964 Frumusețe și întristare (traducere de Sorin Mărculescu, Editura Humanitas, București, 2000)
- 眠れる美女　Nemureru bijo, 1961 Frumoasele adormite (traducere de Anca Focșeneanu, Editura Humanitas, București, 2006)[20]
- 名人　Meijin, 1954 Maestrul de go (traducere, prefață, note și glosar de Flavius Florea, Editura Humanitas, București, 2007)[20]
- みづうみ　片腕　散りぬるを Mizuumi Kataude Chirinuru wo, 1955 1965 1946 Lacul. Brațul. Grabnic se va scutura (Povestiri. Traducere din japoneză și note de Flavius Florea, Editura Humanitas, București, 2012)[20]